# Bulgaarse Nationale Herleving

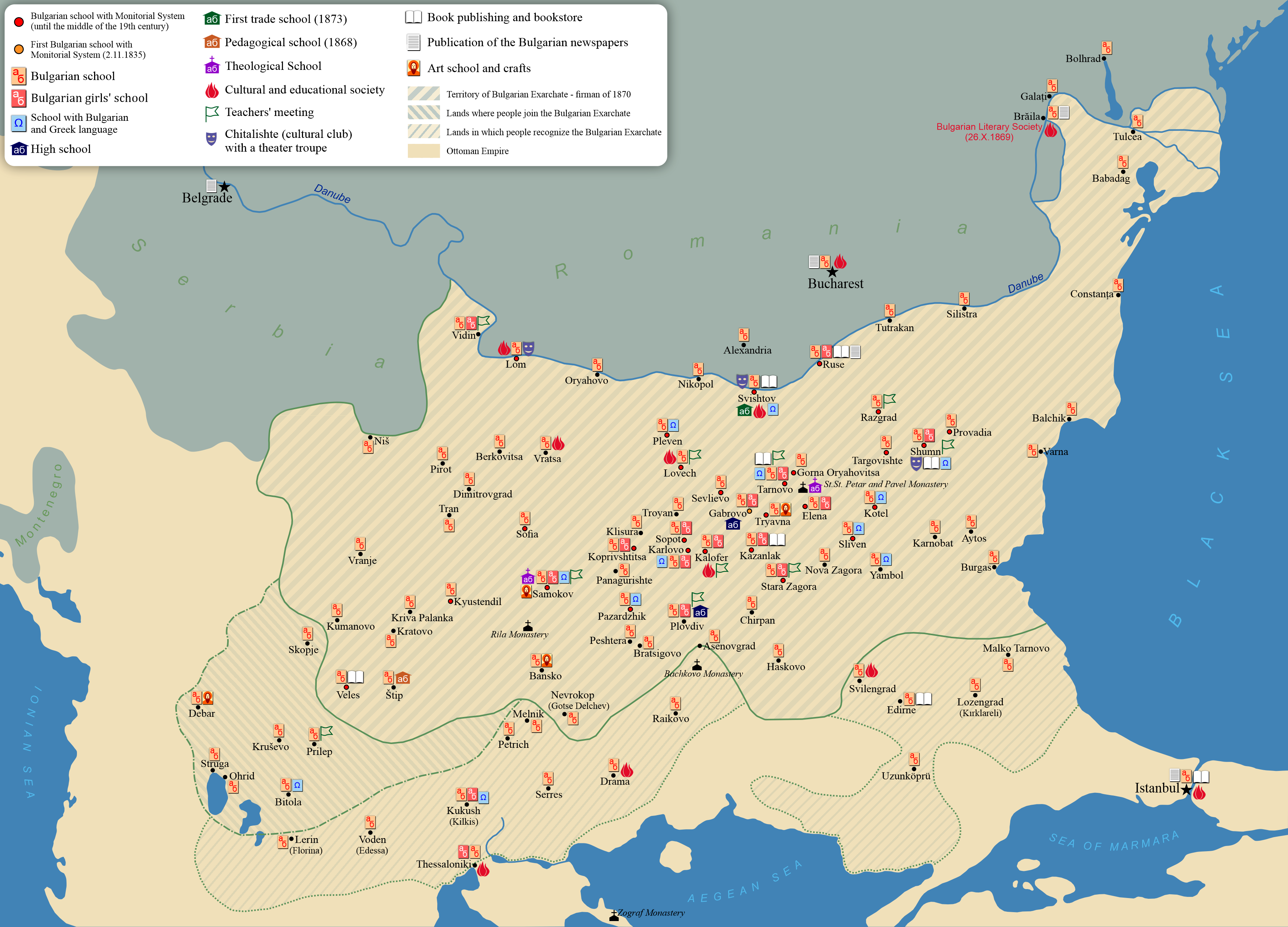
Ligging van relevante culturele en geestelijke instellingen tijdens de Bulgaarse Nationale Herleving

De Bulgaarse Nationale Herleving (Bulgaars: Българско национално възраждане, Balgarsko natsionalno vazrazhdane of: Възраждане, Vazrazhdane), ook wel Bulgaarse renaissance genoemd, is een periode waarin het Bulgaarse volk zich bevrijdde van het Ottomaanse Rijk. Voor deze periode wordt gewoonlijk 1762 als startdatum genomen, omdat toen door de monnik (later heilige) Paisius van Hilendar het werk Istoriya Slavyanobolgarskaya (Geschiedenis van de Slavisch-Bulgaren) werd gepubliceerd.
De Bulgaarse Nationale Herleving duurde meer dan een eeuw, tot de bevrijding van Bulgarije in 1878. Het was een periode van radicale verandering op verschillende gebieden, onder andere op het sociaal-economische, politieke en culturele vlak.